# Кристиан (Сибињ)
Кристиан (рум. Cristian) насеље је у Румунији у округу Сибињ у општини Кристиан. Oпштина се налази на надморској висини од 437 m.

## Историја
Према државном шематизму православног клира Угарске 1846. године у месту "Гросау" је живело 118 породица, уз придодатих 22 из филијале Решдорфа. Православни парох био је Клемент Поповић.

## Становништво
Према подацима из 2002. године у насељу је живело 3536 становника.

### Попис2002.
| Расподела становништва по националности 2002.‍ | Расподела становништва по националности 2002.‍ | Расподела становништва по националности 2002.‍ | Расподела становништва по националности 2002.‍ | Расподела становништва по националности 2002.‍ |
| --------------------------------------------- | --------------------------------------------- | --------------------------------------------- | --------------------------------------------- | --------------------------------------------- |
|                                               |                                               |                                               |                                               |                                               |
| Румуни                                        | Румуни                                        |                                               | 3.435                                         | 97,2%                                         |
| Мађари                                        | Мађари                                        |                                               | 12                                            | 0,3%                                          |
| Роми                                          | Роми                                          |                                               | 22                                            | 0,6%                                          |
| Немци                                         | Немци                                         |                                               | 66                                            | 1,9%                                          |

### Хронологија
| Година       | 1992 | 1993 | 1994 | 1995 | 1996 | 1997 | 1998 | 1999 | 2000 | 2001 | 2002 | 2003 | 2004 | 2005 | 2006 | 2007 | 2008 | 2009 | 2010 | 2011 | 2012 | 2013 | 2014 | 2015 | 2016 | 2017 |
| ------------ | ---- | ---- | ---- | ---- | ---- | ---- | ---- | ---- | ---- | ---- | ---- | ---- | ---- | ---- | ---- | ---- | ---- | ---- | ---- | ---- | ---- | ---- | ---- | ---- | ---- | ---- |
| Становништво | 2986 | 2985 | 3071 | 3105 | 3134 | 3163 | 3190 | 3236 | 3288 | 3341 | 3411 | 3513 | 3607 | 3704 | 3812 | 3867 | 3986 | 4043 | 4036 | 4087 | 4131 | 4139 | 4161 | 4172 | 4227 | 4290 |